# Hozoéder
A gömbi geometria területén az n-szög-hozoéder gömbkétszögek olyan tesszalációja gömbfelszínen, amelyben mind az n kétszög mindkét csúcsa azonos és egymással ellentétes helyzetű.
A szabályos n-szög-hozoéder Schläfli-szimbóluma {2,n}, ahol minden gömbkétszög belső szöge {\displaystyle 2\pi  \over n} radián, azaz {\displaystyle {360 \over n}^{\circ }}.:12:161

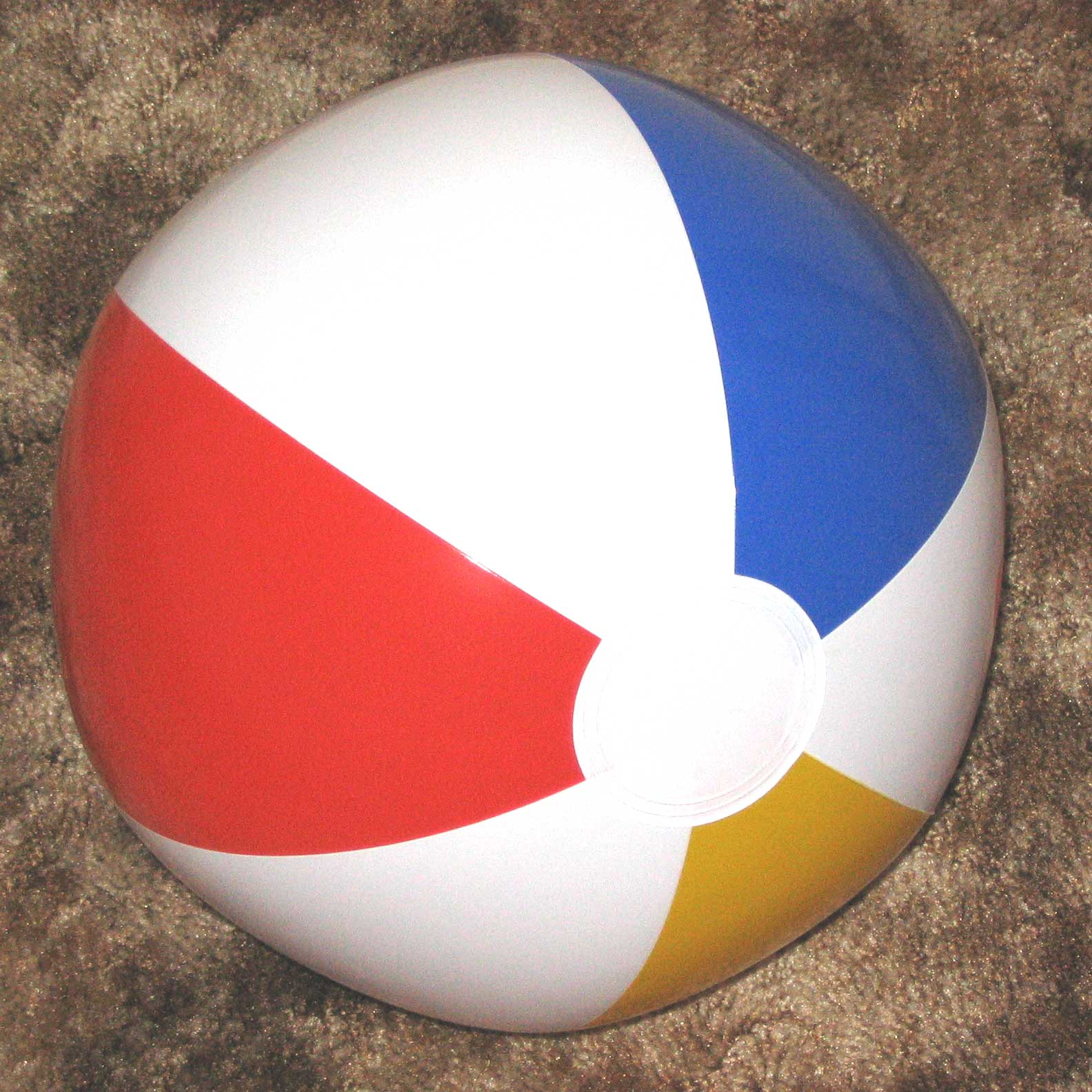
E labda hozoéder volna 6 gömbkétszög alakú oldallal, ha a két végén lévő fehér körök el lennének távolítva, és a gömbszeletek meg lennének nyújtva a sarkokon való érintkezéshez.

## A hozoéder mint szabályos poliéder
A {\displaystyle \{m,n\}} Schläfli-szimbólumú poliéder lapjainak száma {\displaystyle N_{2}={\frac {4n}{2m+2n-mn}}.}
Az ókor óta ismert platóni testek a kizárólagos megoldások egész {\displaystyle m,n\geq 3} esetre. Az {\displaystyle m\geq 3} korlátozás kötelezővé teszi, hogy a sokszögek legalább 3 oldalúak legyenek.
A poliéderek gömbtesszalációkénti értelmezése e korlátozást megszünteti, mivel a kétszögek nem nulla területű gömbkétszögként megjeleníthetők.
Az {\displaystyle m=2} esetben {\displaystyle N_{2}={\frac {4n}{2\times 2+2n-2n}}=n,} lehetővé téve szabályos poliéderek végtelen osztályát, a hozoédereket. Gömbfelületen a {\displaystyle \{2,n\}} poliéder n azonos területű gömbkétszögként jelenik meg, melyek belső szögei {\displaystyle 2\pi  \over n} nagyságúak. Minden ilyen gömbkétszög 2 közös csúccsal rendelkezik.
|                                                                                                 |                                                                                               |
| Szabályos háromszög-hozoéder ({2,3}), a gömbfelületen 3 kétszög tesszalációjaként megjelenítve. | Szabályos négyszöghozoéder ({2,4}), a gömbfelületen 4 kétszög tesszalációjaként megjelenítve. |

| Tér                | Gömbi           | Gömbi           | Gömbi              | Gömbi            | Gömbi          |     | Euklideszi            |
| Lefedés            | Egyszöghozoéder | Kétszöghozoéder | Háromszög-hozoéder | Négyszöghozoéder | Ötszöghozoéder | …   | Végtelenszög-hozoéder |
| ------------------ | --------------- | --------------- | ------------------ | ---------------- | -------------- | --- | --------------------- |
| Kép                |                 |                 |                    |                  |                | ... |                       |
| Schläfli-szimbólum | {2,1}           | {2,2}           | {2,3}              | {2,4}            | {2,5}          | …   | {2,∞}                 |
| Coxeter-diagram    |                 |                 |                    |                  |                | ... |                       |
| Lapok és élek      | 1               | 2               | 3                  | 4                | 5              | ... | ∞                     |
| Csúcsok            | 2               | 2               | 2                  | 2                | 2              | 2   | 2                     |
| Csúcskonfiguráció  | 2               | 2.2             | 23                 | 24               | 25             | ... | 2∞                    |

## Kaleidoszkópos szimmetria
A {\displaystyle 2n}-szög-hozoéder ({\displaystyle \{2,2n\}}) {\displaystyle 2n} gömbkétszöglapja a háromdimenziós diéderes szimmetria alaptartományának felel meg: a {\displaystyle C_{nv},[n],(*nn)\ 2n} rendű ciklikus szimmetriacsoportnak. A tükrözési tartományok az ellentétes színű gömbkétszögek tükörképként való megjelenítésével mutathatók meg.
A gömbkétszögek gömbháromszögekre való felbontása {\displaystyle n}-szög alapú bipiramist ad, mely a {\displaystyle D_{nh}\ 4n}  rendű diédercsoportnak felel meg.
| {\displaystyle 2n} rendű szimmetria | Schönflies-jelölés                      | {\displaystyle C_{nv}}   | {\displaystyle C_{1v}}  | {\displaystyle C_{2v}}  | {\displaystyle C_{3v}}  | {\displaystyle C_{4v}}  | {\displaystyle C_{5v}}   | {\displaystyle C_{6v}}   |
| {\displaystyle 2n} rendű szimmetria | Orbifold-jelölés                        | {\displaystyle (*nn)}    | {\displaystyle (*11)}   | {\displaystyle (*22)}   | {\displaystyle (*33)}   | {\displaystyle (*44)}   | {\displaystyle (*55)}    | {\displaystyle (*66)}    |
| {\displaystyle 2n} rendű szimmetria | Coxeter-diagram                         |                          |                         |                         |                         |                         |                          |                          |
| {\displaystyle 2n} rendű szimmetria | {\displaystyle [n]}                     | {\displaystyle [\,\,]}   | {\displaystyle [2]}     | {\displaystyle [3]}     | {\displaystyle [4]}     | {\displaystyle [5]}     | {\displaystyle [6]}      |                          |
| {\displaystyle 2n}-szög-hozoéder    | Schläfli-szimbólum                      | {\displaystyle \{2,2n\}} | {\displaystyle \{2,2\}} | {\displaystyle \{2,4\}} | {\displaystyle \{2,6\}} | {\displaystyle \{2,8\}} | {\displaystyle \{2,10\}} | {\displaystyle \{2,12\}} |
| {\displaystyle 2n}-szög-hozoéder    | Váltakozó színű alaptartományok domains |                          |                         |                         |                         |                         |                          |                          |

## Kapcsolat két henger metszetével
A négyszöghozoéder topológiailag ekvivalens két merőleges henger metszetével, mely az egyik Steinmetz-test.

## Kapcsolódó poliéderek
Az n-szög-hozoéder ({\displaystyle \{2,n\}}) duálisa az n-szög-diéder ({\displaystyle \{n,2\}}). A {2,2} poliéder önduális, és hozoéder és diéder egyszerre.
A hozoéder a többi poliéderhez hasonlóan módosítható csonkolt poliéderré. A csonkolt n-szög-hozoéder az n-szög alapú hasáb.

## Végtelenszög-hozoéder
A hozoéder határértéke a végtelenszög-hozoéder, mely a 2 dimenziós sík lefedése:

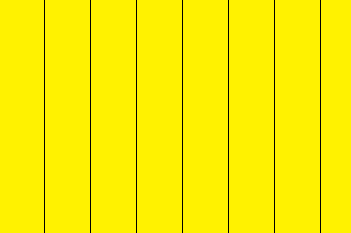
Végtelenszög-hozoéder

## Hozotópok
A hozoéderek többdimenziós analógjai a hozotópok. A {\displaystyle \{2,p,\cdots ,q\}} Schläfli-szimbólumú hozotópnak 2 csúcsa van, melyek csúcsalakzata {\displaystyle \{p,\cdots ,q\}}.
A 2 dimenziós hozotóp, {2} a kétszög.

## Etimológia
A hozoéder szó a görög ὅσος, hoszosz, amennyi szóból származik, utalva arra, hogy egy hozoéder tetszőleges számú lappal rendelkezhet. Vito Caravelli vezette be a 18. században a fogalmat.

## Fordítás
Ez a szócikk részben vagy egészben  a   Hosohedron című angol Wikipédia-szócikk ezen változatának fordításán alapul.  Az eredeti cikk szerkesztőit annak laptörténete sorolja fel. Ez a jelzés csupán a megfogalmazás eredetét és a szerzői jogokat jelzi, nem szolgál a cikkben szereplő információk forrásmegjelöléseként.